# Bernd i Hilla Becher
Bernd i Hilla Becher (Bernd (20 d'agost de 1931 – 22 de juny de 2007), Hilla (2 de setembre de 1934 – 10 d'octubre de 2015) van ser dos fotògrafs alemanys coneguts per les seves sèries d'imatges d`edificis industrials.

## Biografia
Bernd -Bernhard- i Hilla -nascuda Hilla Wobeser- es van conèixer com a estudiants de pintura en la Universitat de Düsseldorf, i van a casar-se en 1961. La seva primera col·laboració en fotografia va ser en 1959 documentant la desapareguda arquitectura industrial. La primera exposició va ser en 1963 en la Galeria Ruth Nohl (Siegen). El seu treball mostrava la fascinació per la similitud amb la qual havien estat creats certs edificis. Les fotografies van ser realitzades des de diferents punts de vista amb una càmera de gran format, però sempre en un pla perpendicular a l'objecte. Les imatges dels edificis amb idèntica funció van ser mostrades juntes convidant al públic a comparar les formes i dissenys. Aquests edificis eren principalment graners, torres d'aigua, sitges, castellets d'extracció o alts forns.
Els Bechers van fotografiar sèries d'edificis industrials seguint unes pautes molt definides. Durant més de cinc dècades van recórrer plantes industrials d'Europa o els Estats Units. Tota la teva fotografia és en blanc i negre. Ells mateixos contaven que en el moment en el qual van aparèixer les primeres pel·lícules en color van fer algunes proves sense convèncer-los gens ni mica: “El caràcter escultural es presenta millor amb la utilització del blanc i negre”. Per a prendre les seves imatges solien situar una cambra en un punt elevat i després amb una llum difusa (per a no crear ombres) deixaven obert l'objectiu durant un llarg temps d'exposició, evitant d'aquesta forma l'aparició de la figura humana.
El seu rigor arribava a ser tan obsessiu que li transferia a les seves escenes un caràcter científic. Això últim és el que va crear polèmica sobre la seva rígida estètica. És justament aquest rigor, el que, quan vist no de manera aïllada, sinó una imatge darrere d'una altra, li confereix el seu veritable valor, aconseguint obtenir una abstracció realment nova per a la fotografia contemporània.
Bernd va ser professor en l'Acadèmia de Belles arts de Düsseldorf, des de 1976 fins a 1996. Van rebre nombrosos premis, entre altres el Premi Erasmus en 2002, o el premi Hasselblad l'any 2004. Bernd i Hilla va ha influenciat a nombrosos estudiants que farien més tard fotografia industrial, entre els quals Andreas Gursky i Candida Höfer.